# Критическа психология
Критическа психология е перспективата в психологията, която произлиза в голяма степен от критическата теория. Критическата психология отправя предизвикателства към мейнстрийм психологията и се опитва да приложи психологическите разбирания и схващания по един по-прогресивен  начин, като обикновено гледа към социалната промяна като средство за предотвратяване и лечение на психопатологията.
Една от основните критики на критическата психология по отношение на конвенционалната психология е, че не успява да отчете или съзнателно игнорира начина, по който властта диференцира социалните класи и групи, който може да има влияние върху умственото и физическото добруване на индивидите или групите. Според критическата психология това се дължи на опитите на конвенционалната психология да обясни поведението на нивото на индивидуалното.